# Lunca Bradului
Lunca Bradului (Hongaars: Palotailva) is een comună in het district Mureș, Roemenië. De gemeente is opgebouwd uit drie dorpen, namelijk Lunca Bradului, Negrea en Sălard.

## Demografie
In 2002 telde de comună zo'n 2.150 inwoners, in 2007 waren dat er nog 2.141.

## Geografie
Lunca Bradului is niet alleen de grootste comună van Mureș, het is ook de meest noordelijk gelegen comună van het district.
Drie kleine rivieren stromen in de rivier de Mureș op het grondgebied van Lunca Bradului. Het betreft twee linker zijrivieren, namelijk de Ghiorfaş en de Schwartz; en een rechter zijrivier, namelijk de Bisericii.